# Ian Poveda
Pour les articles homonymes, voir Poveda (homonymie).
Ian Poveda, né le 9 février 2000 à Londres, est un footballeur international colombien qui joue au poste d'ailier à Sunderland.

## Biographie
Né à Londres, en Angleterre, les deux parents de Poveda sont colombiens.
Au cours de sa jeunesse, à l'occasion de tournois scolaires à Southwark, il a notamment joué aux côtés de Jadon Sancho et Reiss Nelson futurs footballeurs professionnels qu'il retrouvera également en sélection.

## Carrière

### En club

#### Premiers clubs en jeune
Le jeune Poveda commence sa carrière footballistique dans l'académie de Chelsea, où il faisait partie de la même génération que Rhian Brewster et Reece James. Passé ensuite à Arsenal entre 2010 et 2012, il rejoint finalement le centre de formation du FC Barcelone.
À l'été 2014, il rentre en Angleterre, dans l'académie de Brentford, où il va s'illustrer dans les catégories de jeunes, glanant notamment quelques apparitions avec l'équipe reserve lors de la saison 2015-16,. Il quitte finalement Brentford en juillet 2016, en raison de la fermeture de l'académie du club, rejoignant alors Manchester City,.

#### Manchester City
Avec les citizens, il fait partie de l'équipe des moins de 18 ans qui atteint la finale de la FA Youth Cup 2016-17. Après avoir participé à la tournée de pré-saison de Manchester City aux États-Unis à l'été 2018, Poveda cumule les apparitions en Trophée EFL et avec les moins de 21 ans pendant la saison 2018-19, impressionnant avec les équipes de jeunes,. Il fait finalement ses débuts senior le 23 janvier 2019 lors de victoire 1-0 en demi-finale de la Coupe de la ligue contre Burton Albion.
La saison suivante il glane une autre feuille de match lors de la victoire 3-1 dans la même compétition contre Southampton le 29 octobre 2019, Pep Guardiola s'excusant personnellement a posteriori de ne pas l'avoir fait entrer en jeu, sa sortie du banc étant prévue, avant qu'un but de Southampton ne change la donne. Il intègre également le groupe professionnel pour un match de Ligue des champions contre l'Atalanta en novembre.
Lors du mercato hivernal 2020, Poveda attire l'attention de plusieurs clubs, en premier lieu les pensionnaires de Serie A du Torino, où le TSG Hoffenheim en Bundesliga.

#### Leeds United
C'est finalement Leeds United qui tire son épingle du jeu et qui fait signer Poveda le 24 janvier 2020 pour un contrat de quatre ans et des frais de transferts non divulgué. Remplaçant numériquement le départ de Jack Clarke, il récupère le maillot numéro 7 de l'équipe, révélant que la présence de Marcelo Bielsa sur le banc a été un élément clé dans sa décision de rejoindre le Yorkshire. Il fait ses débuts à Leeds le 21 juin 2020 lors d'une défaite 2-0 contre Cardiff City, faisant une entrée remarquée en seconde période.
Le 27 août 2022, il est prêté à Blackpool.
Le 1er février 2024, il est prêté au Sheffield Wednesday.

### En sélection
Du fait de ses origines, Ian Poveda est éligible à la fois pour les sélections anglaises et colombiennes, mais c'est avec les équipes de jeunes anglaises qu'il parcourt toutes les tranches d'âges, des moins de 16 ans au moins de 20 ans, aux côtés de joueurs tels qu'Angel Gomes.

## Palmarès
| Leeds United - Championship - Champion en 2019-20 |